# 中山镇 (秦安县)
中山镇，是中华人民共和国甘肃省天水市秦安县下辖的一个乡镇级行政单位。
2016年，甘肃省民政厅批复同意撤销中山乡，设立中山镇。

## 行政区划
中山镇下辖以下地区：
中山村、簸箕村、郭箕村、蔚文村、东寨村、宋坡村、苏峡村、北庄村、山后村、车山村、香山村、佘王村、酸茨村、肖渠村、牛阳村、景家村、下陈村、孙赵村、河湾村、姚沟村、元锋村、县湾村、郭洼村、何山村、吊坪村、缑湾村、胡崖村和后沟村。